# Grand Prix Belgii 1930
Grand Prix Belgii 1930 (oryg. II Grand Prix de Belgique) i Grand Prix Europy 1930 (oryg. VI Grand Prix d'Europe) – jeden z wyścigów Grand Prix rozegranych w 1930, a drugi spośród tzw. Grandes Épreuves.

## Lista startowa
| Nr | Kierowca          | Zespół                              | Samochód         | Silnik               |   |
| -- | ----------------- | ----------------------------------- | ---------------- | -------------------- | - |
| 1  | Goffredo Zehender | SA des Automobiles Imperia Exelsior | Impéria Sport    | Impéria 1.8 S-6      | ? |
| 2  | Jacques Ledure    | SA des Automobiles Imperia Exelsior | Impéria Sport    | Impéria 1.8 S-6      | ? |
| 3  | Michel Doré       | SA des Automobiles Imperia Exelsior | Impéria Sport    | Impéria 1.8 S-6      | ? |
| 4  | Arthur Duray      | Automobiles Ariès                   | Ariès 8/10CV     | Ariès 3.0 S-4        | ? |
| 5  | Charles Montier   | prywatny                            | Montier Speciale | Ford 3.3 S-4         | ? |
| 6  | Ferdinand Montier | prywatny                            | Montier Speciale | Ford 3.3 S-4         | ? |
| 7  | Albert Divo       | Automobiles Ettore Bugatti          | Bugatti T35C     | Bugatti 2.0 S-8      | ? |
| 8  | Guy Bouriat       | Automobiles Ettore Bugatti          | Bugatti T35C     | Bugatti 2.0 S-8      | ? |
| 9  | Louis Chiron      | Automobiles Ettore Bugatti          | Bugatti T35C     | Bugatti 2.0 S-8      | ? |
| 12 | Joseph Reinartz   | prywatny                            | Bugatti T43      | Bugatti 2.3 S-8      | ? |
| 16 | Max Thirion       | prywatny                            | Bugatti T35C     | Bugatti 2.0 S-8      | ? |
| 17 | Emile Burie       | prywatny                            | Georges Irat A6  | Georges Irat 3.0 S-6 | ? |
| 18 | Franz Gouvion     | prywatny                            | Lombard AL3      | Lombard 1.1 S-4      | ? |
| 19 | Henri Stoffel     | prywatny                            | Peugeot 174S     | Peugeot 4.0 S-4      | ? |
| 20 | Emile Cornet      | prywatny                            | Bugatti T35C     | Bugatti 2.0 S-8      | ? |
| Nr | Kierowca          | Zespół                              | Samochód         | Silnik               |   |

## Wyniki

### Wyścig

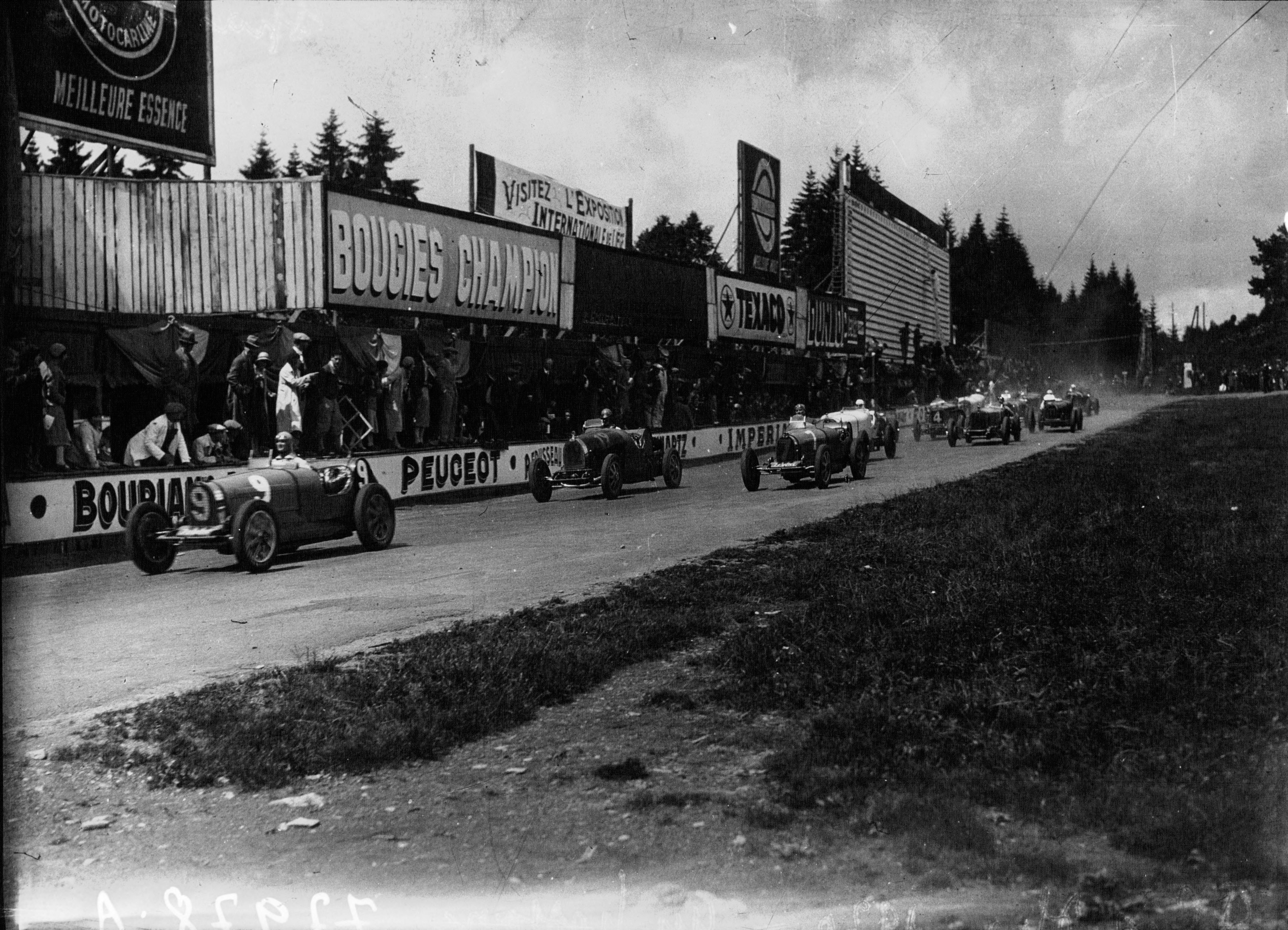
Kierowcy po starcie wyścigu

Źródło: kolumbus.fi
| P                 | + / –     | Nr | Kierowca          | Konstruktor  | Okr. | Czas / Strata | Komentarz |
| ----------------- | --------- | -- | ----------------- | ------------ | ---- | ------------- | --------- |
| 1                 | Bez zmian | 9  | Louis Chiron      | Bugatti      | 40   | 5h08:34,0     |           |
| 2                 | 9         | 8  | Guy Bouriat       | Bugatti      | 40   | +1:00         |           |
| 3                 | 6         | 7  | Albert Divo       | Bugatti      | 40   | +5:20         |           |
| 4                 | 4         | 4  | Arthur Duray      | Ariès        | 40   | +13:52        |           |
| 5                 | 1         | 1  | Goffredo Zehender | Impéria      | 40   | +16:45        |           |
| 6                 | 7         | 5  | Charles Montier   | Montier      | 40   | +21:56        |           |
| 7                 | Bez zmian | 2  | Jacques Ledure    | Impéria      | 40   | +33:13        |           |
| Niesklasyfikowani |           |    |                   |              |      |               |           |
|                   |           | 19 | Henri Stoffel     | Peugeot      | 39   | Brak paliwa   |           |
|                   |           | 12 | Joseph Reinartz   | Bugatti      | 39   | Brak paliwa   |           |
|                   |           | 6  | Ferdinand Montier | Montier      | 39   | Brak paliwa   |           |
|                   |           | 18 | Franz Gouvion     | Lombard      | 0    | Brak paliwa   |           |
|                   |           | 3  | Michel Doré       | Impéria      | 28   |               |           |
|                   |           | 16 | Max Thirion       | Bugatti      | 27   |               |           |
|                   |           | 20 | Emile Cornet      | Bugatti      | 12   |               |           |
|                   |           | 17 | Emile Burie       | Georges Irat | 7    |               |           |
| P                 | + / –     | Nr | Kierowca          | Konstruktor  | Okr. | Czas / Strata | Komentarz |

### Najszybsze okrążenie
Źródło: teamdan.com
| Nr | Kierowca    | Konstruktor | Czas   | Okr. |
| -- | ----------- | ----------- | ------ | ---- |
| 8  | Guy Bouriat | Bugatti     | 7:06,0 |      |